# Israel Kaunatjike

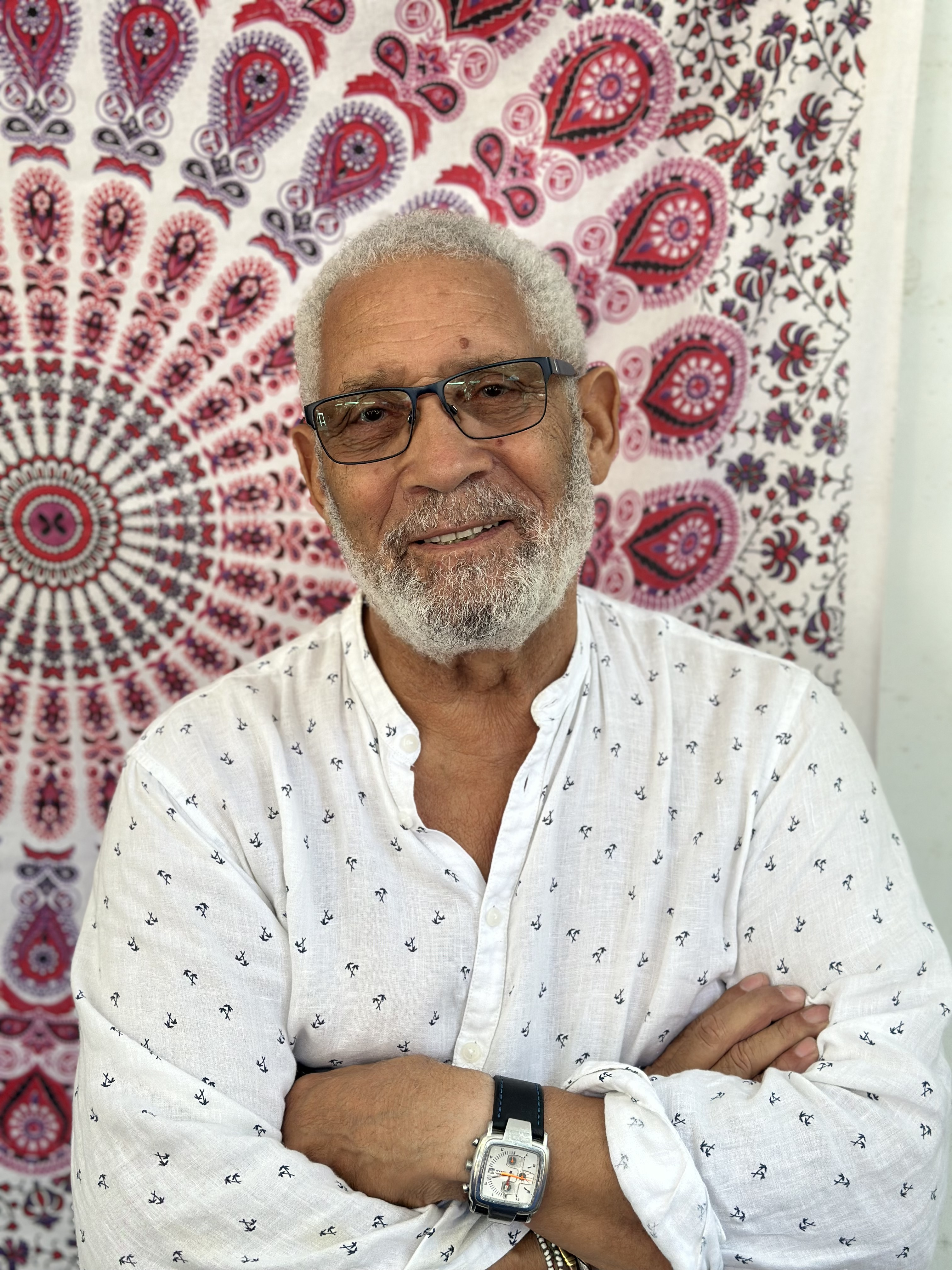
Israel Kaunatjike (2024)

Israel Kaunatjike (* 1947 in Okahandja, Südwestafrika) ist ein in Berlin lebender namibischer Menschenrechtsaktivist, der sich für die Anliegen der Herero in Bezug auf den Völkermord an den Herero und Nama Anfang des 20. Jahrhunderts einsetzt.

## Leben

### Werdegang
Israel Kaunatjike wurde 1947 in eine namibische Familie in Südwestafrika geboren. Seine Großmütter waren Herero und arbeiteten als Angestellte in den Häusern deutscher Siedler, zu denen auch seine Großväter gehörten. „Ich gehe davon aus, dass es sich nicht um Liebesbeziehungen handelte“, sagte Kaunatjike. Er hat sich früh politisiert und schon als Teenager mit SWANU gegen das Apartheidregime eingesetzt. 1964 wurde der politische Druck zu groß, woraufhin er als 17-jähriger mit einer Gruppe anderer verfolgter Aktivisten über Botswana und Sambia nach Tansania floh.
Ein Militär-Stipendium der Afrikanischen Union brachte ihn von dort aus nach Ägypten, wo zu dieser Zeit Befreiungsaktivisten auch an der Waffe ausgebildet wurden. Allerdings sah er seine Zukunft nicht im bewaffneten Kampf oder hielt diesen nicht für hinreichend vielversprechend.
In Krakau (Polen) absolvierte er schließlich eine Ausbildung zum Elektrotechniker. Seit dem Ende der 1960er Jahre lebt er als Herero-Aktivist in Berlin. Seit 1989 setzte er sich mit dem deutschen Kolonialismus auseinander. Er hat drei Kinder und neun Enkel.

### Berufliche Laufbahn
Kaunatjike arbeitet als Bildungsreferent zur deutschen Kolonialgeschichte in Südwestafrika, über die Zeit der Apartheid bis hin zum heutigen Namibia. Er doziert dazu an der Freien Universität Berlin.

### Engagement
Kaunatjikes Schwerpunkt liegt nicht nur beruflich auf dem brutalen Vorgehen der Deutschen gegen die Herero und Nama, dem ersten Genozid des 20. Jahrhunderts. Auch und gerade nach der Anerkennung des Völkermords durch den „geplanten Versöhnungsvertrag“ im Jahr 2021 steht die Erinnerungsarbeit und Aufarbeitung in Deutschland seiner Meinung nach noch am Anfang.
Der Rassismus an sich ist ein wiederkehrendes Beschäftigungsfeld Kaunatjikes. Er ist Mitglied des Bündnisses Völkermord verjährt nicht und arbeitet unter anderem auch mit Postkolonial und Black Lives Matter zusammen.

## Film
- Martin Baer: White Ghosts, Hanfgarn & Ufer, 2004; Dokumentation, 72 Minuten.